# 車両洗浄装置 (鉄道)

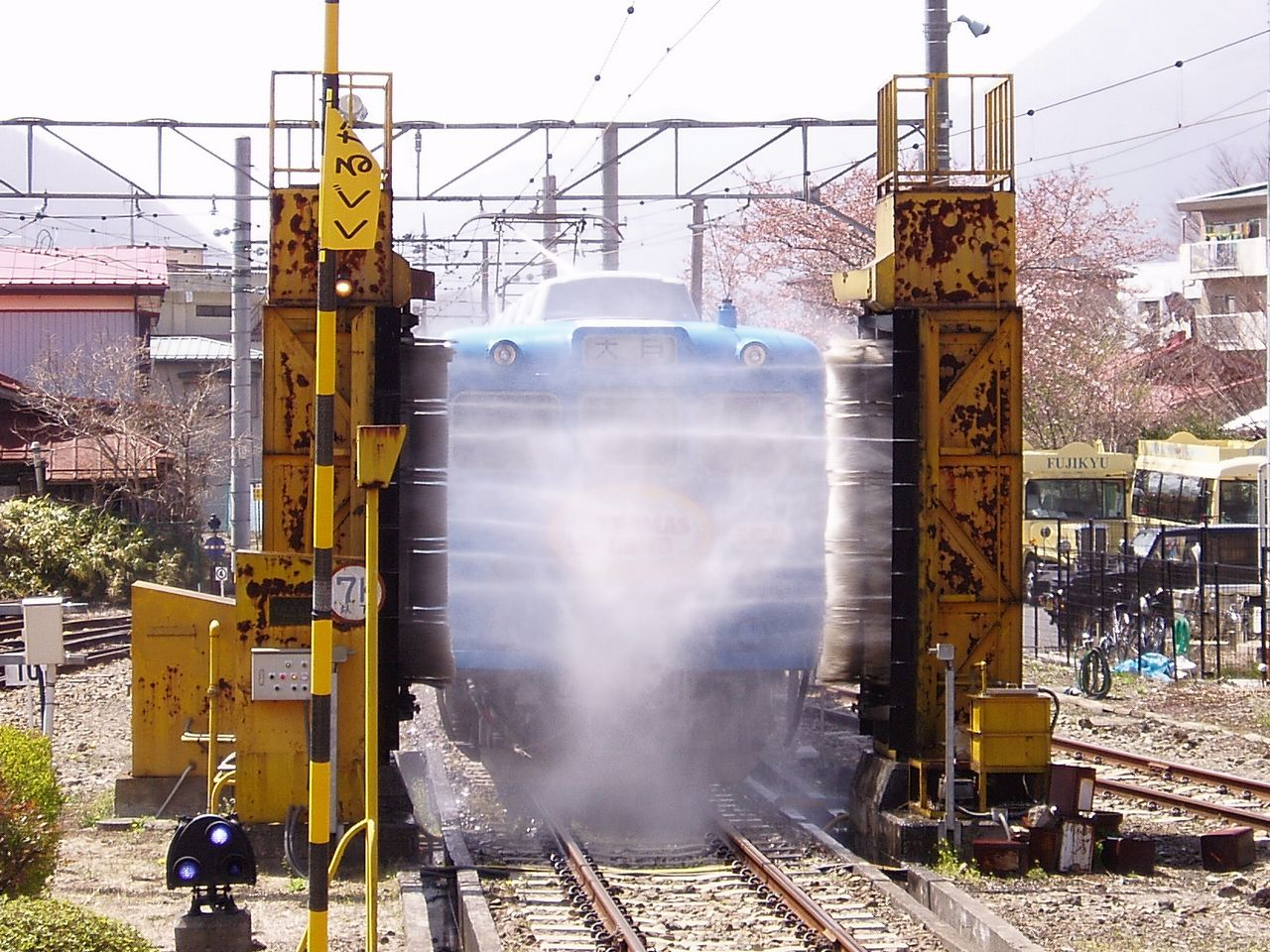
車両洗浄装置（富士山麓電気鉄道）

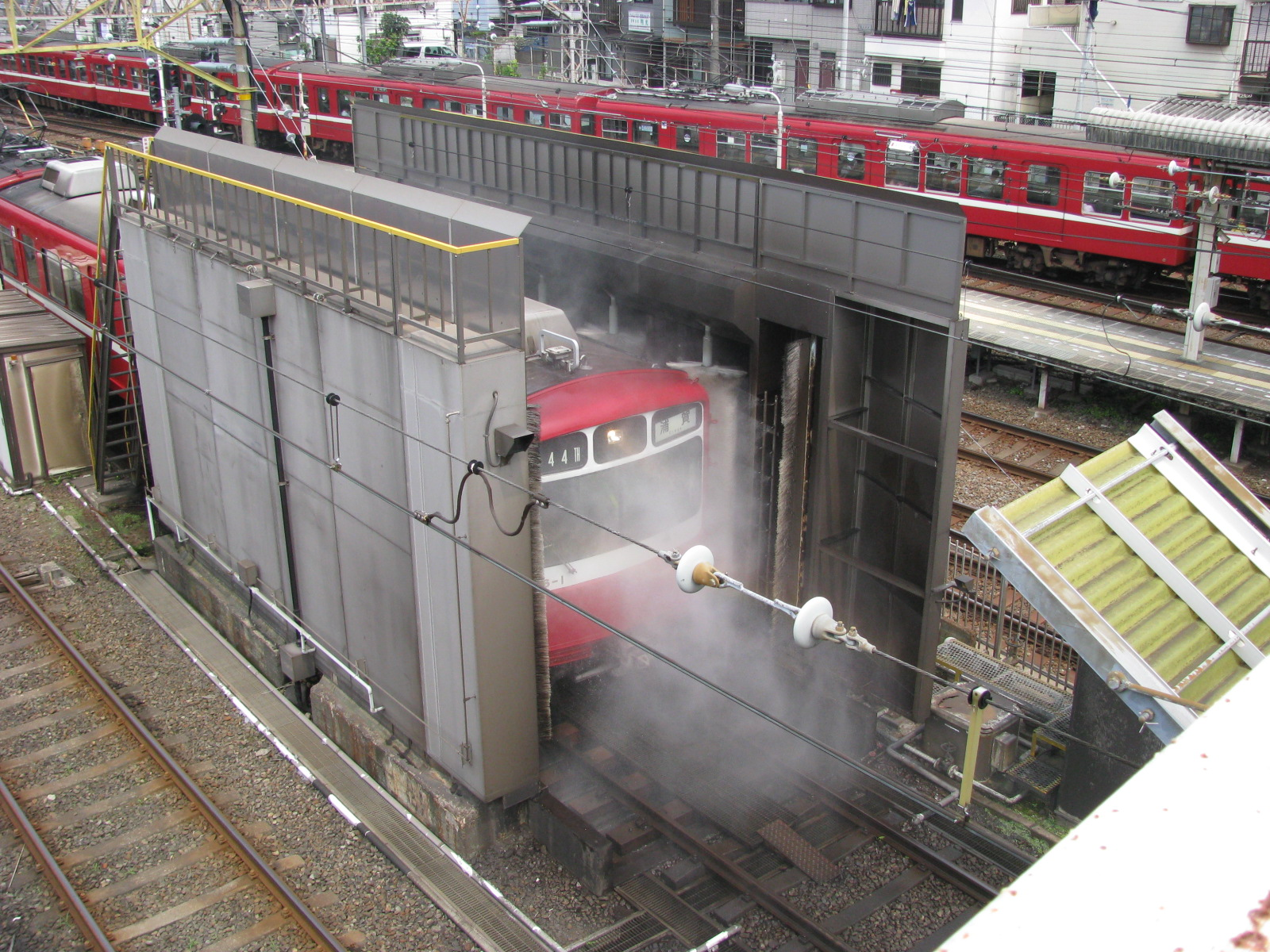
車両洗浄装置（京浜急行電鉄）

鉄道における車両洗浄装置（しゃりょうせんじょうそうち）は、鉄道の車両基地に存在し、鉄道車両を洗浄する装置（洗車装置）である。

## 概要
鉄道の洗車装置は自動車用のトンネル型洗車機とは異なり、架線との接触を避けるよう左右独立の定置式が大半である。トンネル型の機材は気動車専用と第三軌条仕様機として少数が存在する。鉄道の車両基地には欠かせない存在であり、ところによっては3機から5機ぐらいまで設置されていることもある。
21世紀登場の車両はアルミまたはステンレス製のものが多く、水洗いだけでは落ちない汚れも多かった。しかし、洗剤メーカーもこれらの汚れに対する洗剤の開発が進んだこともあり、ステンレス製の車両でも綺麗になったものを見かけるようにもなった。なお、環境問題から洗剤の使用を減らす傾向にあり、アルミナ砥粒入りのブラシで汚れを研磨する洗浄を導入する鉄道事業者が増えてきており、中にはイオン水で洗浄する事業者もある。
日本の3大メーカーとして（株）整電社、日本車輌洗滌機（株）、丸中工業（株）があり、日本国内の鉄道向け車両洗浄装置を開発・製造している。
東武鉄道の南栗橋車両管区には、可動式の車両洗浄装置があり、車両を停止させた状態で洗浄することが可能である。また、京阪電気鉄道の寝屋川車庫にはリモートコントロール（遠隔操作）式の車両洗浄装置があり、同じく車両を停止させたままで洗浄可能になっている。

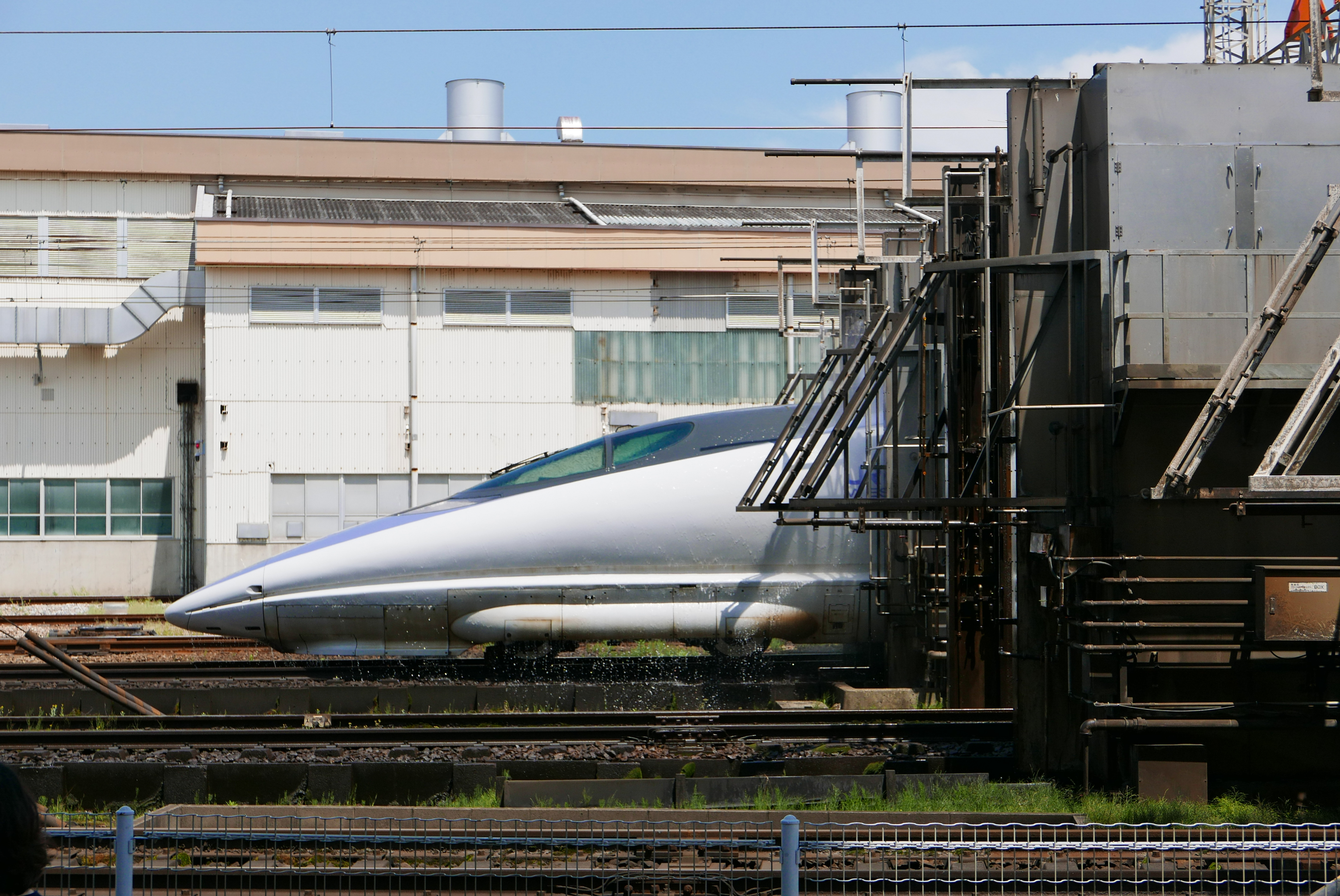
博多総合車両所
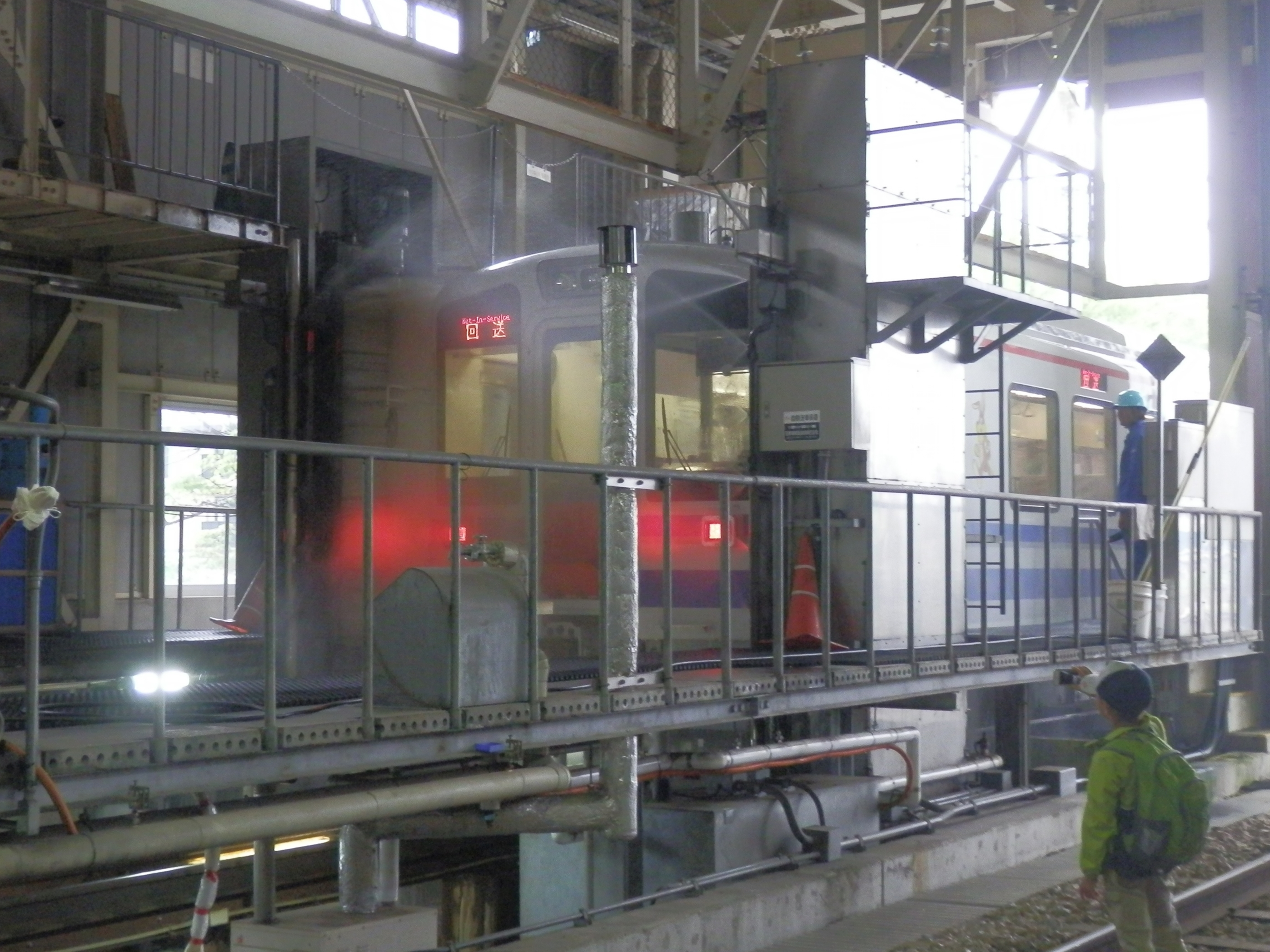
車両洗浄装置（北越急行） 収容庫内に設置された事例